# مارك غيرفيه
مارك غيرفيه هو ناقد سينمائي كندي، ولد في 3 ديسمبر 1929، وتوفي في 25 مارس 2012.

## وصلات خارجية
- مارك غيرفيه على موقع IMDb (الإنجليزية)